# Lijst van voetbalinterlands Cambodja - Hongkong (vrouwen)
Deze lijst van voetbalinterlands is een overzicht van alle officiële voetbalinterlands tussen de nationale vrouwenteams van Cambodja en Hongkong. De landen hebben tot nu toe één keer tegen elkaar gespeeld. 

## Wedstrijden
| № | Plaats     | Datum        | Competitie                                | Wedstrijd           | Uitslag |
| - | ---------- | ------------ | ----------------------------------------- | ------------------- | ------- |
| 1 | Phnom Penh | 29 juni 2025 | Aziatisch kampioenschap 2026 kwalificatie | Cambodja − Hongkong | 1 − 1   |

## Samenvatting
| Competitie                           | Totaal gespeeld | Winst Cambodja | Gelijk | Winst Hongkong | Doelsaldo Cambodja – Hongkong |
| ------------------------------------ | --------------- | -------------- | ------ | -------------- | ----------------------------- |
| Aziatisch kampioenschap kwalificatie | 1               | 0              | 1      | 0              | 1 − 1                         |
| Totaal                               | 1               | 0              | 1      | 0              | 1 − 1                         |